# Power (Montana)
Power es un lugar designado por el censo ubicado en el condado de Teton en el estado estadounidense de Montana. En el Censo de 2010 tenía una población de 179 habitantes y una densidad poblacional de 45,86 personas por km².

## Geografía
Power se encuentra ubicado en las coordenadas 47°43′17″N 111°42′1″O / 47.72139, -111.70028. Según la Oficina del Censo de los Estados Unidos, Power tiene una superficie total de 3.9 km², de la cual 3.88 km² corresponden a tierra firme y (0.53%) 0.02 km² es agua.

## Demografía
Según el censo de 2010, había 179 personas residiendo en Power. La densidad de población era de 45,86 hab./km². De los 179 habitantes, Power estaba compuesto por el 95.53% blancos, el 0% eran afroamericanos, el 1.68% eran amerindios, el 0% eran asiáticos, el 0% eran isleños del Pacífico, el 0% eran de otras razas y el 2.79% pertenecían a dos o más razas. Del total de la población el 0% eran hispanos o latinos de cualquier raza.